# Ирена Анастасова
Ирена Тодорова Анастасова е български политик от БСП. Народен представител от коалиция „БСП за България“ в XLII, XLIV, XLV, XLVI, XLVII и XLVIII народно събрание.
Съпредседател на Федерация „Средно образование“ към ВС на БСП. В периода 2015-2017 г. е общински съветник в Столична община. Тя е носител на наградата „Неофит Рилски“ на МОН, на отличия на Столична община за принос в образователна система на София, на СБУ към КНСБ, на синдикат „Образование“ към КТ „Подкрепа“ за активно социално партньорство.

## Биография
Ирена Анастасова е родена на 25 септември 1955 г. в град Михайловград, Народна република България. Завършва специалност „Философия“ в Софийския университет със специализация по „Социология“. Дълги години е директор на едно от най-известните училища в столицата – 125-о средно училище „Проф. Боян Пенев“ в кв. „Младост“.